# Актиноид
Актиноидите или актинидите са група от 15 химични елемента с последователни атомни номера, започващи от актиний (атомен номер 89) и завършващи с лоуренсий (атомен номер 103). Всички елементи в групата са радиоактивни. В семейството на актиноидите спадат най-тежките химически елементи, които следват в периодичната система след актиния: торий, уран, протактиний, нептуний, америций, кюрий, берклий, калифорний, айнщайний, фермий, менделевий, нобелий, лоуренсий и плутоний. Всички актиноиди претърпяват спонтанно радиоактивно разпадане.
| Символ | Ac      | Th     | Pa          | U      | Np       | Pu       | Am       | Cm    | Bk      | Cf         | Es        | Fm     | Md          | No      | Lr        |
| Име    | Актиний | Торий  | Протактиний | Уран   | Нептуний | Плутоний | Америций | Кюрий | Берклий | Калифорний | Айнщайний | Фермий | Менделеевий | Нобелий | Лоуренсий |
| Маса   | 227,02  | 232,03 | 231,03      | 238,02 | 237,04   | 241      | 243      | 247   | 249     | 251        | 254       | 257    | 258         | 259     | 260       |

## Получаване
По обикновените методи са били открити само три от всички тези елементи: протактиният (1917 г.), торият (1828 г.) и уранът (1789 г.). Другите са били получени изкуствено. Получаването на чистите метали изисква предварително да се разделят природните съединения едни от други. За целта се използват различни физикохимични и физични методи, основаващи се на различията в разтворимостта, в адсорбционните и йонообменните свойства, стабилността на комплексните съединения и др. От изолираните съединения се получават чистите метали чрез методите на:
- електролиза на техни стопени хлориди
- електролиза на CeO2 (цериев диоксид) в стопен CeF3 (цериев III флуорид)
- редукция на безводни хлориди с натрий или магнезий
- ядрени реакции

## Разпространение
Земната кора съдържа значителни количества торий (6×10-50) и уран (2×10-50). Незначителни количества от двата химични елемента влизат в състава на такива разпространени скали като гранитите. Богати на торий и уран минерали се срещат твърде рядко. Най-известни минерали са торитът (ThSiO4) и уранинитът (U3O8 / UO2UO3).

## Физични свойства
Актиноидите проявяват метални свойства, но поради особената близост на 5f- и 6d-орбиталите в енергетично отношение те проявяват свойства, много близки до тези на d-елементите. Това довежда до включването на по-голям брой електрони от по-вътрешните слоеве в химичните връзки и до появата на по-високи степени на окисление.
Електросъпротивлението, плътността и стандартният електроден потенциал нарастват в посока от ляво надясно по периода на периодичната система (от торий към менделевий). Торият и уранът са бели блестящи метали със сивкав или синкав оттенък, доста меки са и лесно се поддават на механична обработка.

## Химични свойства
Актиноидите се характеризират с висока активност, която обаче е по-слаба от тази на алкалните и алкалоземните метали. Стабилни са на сух въздух, но в присъствие на влага се окисляват (почти всички, освен Th) и се покриват с корица от оксиди или нитриди. Всички реагират с водата, а взаимодействието с основи е не е типично. При сплавяне с други метали се получават интерметални съединения. С киселини реагират бурно и енергично. При повишени температури се съединяват енергично и с халогените, кислорода, сярата, азота и въглерода. Характерно за тях е, че поглъщат големи количества водород.
Проявяват от втора до шеста валентност, но главно трета. Максималното шествалентно състояние на актиноидите е най-устойчиво при урана и характерността му се намалява по реда U-Np-Pu. Петвалентните актиноиди са сравнително малко изучени и са характерни главно за протактиния, но отчасти и за уран, нептуний и плутоний. Четвъртата валентност е характерна за тория, като играе значителна роля в химията и на редица други актиноиди. Тривалентното състояние е характерно за кюрия, америция и отчасти за плутония.

## Използване
В днешно време практическото значение на актиноидите е свързано почти изключително с проблемите около използването на вътрешноатомната енергия. Макар че химията на тези елементи се изучава усилено, все пак не се публикуват много резултати от изследванията.